# Munstergeleen
Munstergeleen, en limbourgeois Munstergelaen, est un village néerlandais situé dans la commune de Sittard-Geleen, dans la province du Limbourg néerlandais. Le 1er janvier 2007, le village comptait 5 060 habitants.

## Histoire
Munstergeleen a été une commune indépendante jusqu'au 1er janvier 1982, date de son rattachement à Sittard.